# Szerdahelyi Ede
Szerdahelyi Ede (Szerdahelyi Edward; tévesen: Zerdahelyi Károly; angolul: Edward Zerdahelyi) (Nyitraszerdahely, 1821. – Philadelplhia, 1906. augusztus 16.) magyar zongoraművész, honvédtiszt; az amerikai polgárháború hadnagya.

## Életútja
Elszegényedő nemesi családban született, Bécsben tanult, a zongoraművészi pályát választotta hivatásának, Liszt Ferenc tanítványi és baráti körébe tartozott. Az 1848–49-es forradalom és szabadságharc idején Kossuth Lajos hívó szavára azonnal beállt a honvédhadseregbe, ahol tiszti beosztásban teljesített szolgálatot. A szabadságharcos magyar kormány egy Thunes nevű ügynököt küldött a németországi Breslauba azzal a feladattal, hogy katonákat toborozzon a magyar honvédsereg számára. Thunes meg is érkezett Breslauba, s ott várta a pénzt a munkához. A kormány elküldött hozzá két honvédtisztet, Szerdahelyi Edét és Friedlert 30.000 forinttal. Az osztrák katonai titkos szolgálat azonban kikémlelte ezt az akciót és az osztrák határ mentén elfogták a honvédtiszteket, a pénzt elvették tőlük, őket pedig bírósági tárgyalás nélkül Pesten, majd az olmützi várban börtönözték be közel két esztendőre.
Szerdahelyi kiszabadulása után Liszt Ferencnél időzött Weimarban 1850 decemberétől 1851 május közepéig, innen együtt utaztak Bad Eilsenbe, ahonnan Szerdahelyi Londonba, majd az Amerikai Egyesült Államokba emigrált. Bostonban (Massachusetts) telepedett meg, ahol szívesen fogadták az emigráns magyar szabadságharcosokat. Az egyik gazdag bostoni kereskedő, George Luther Stearns kivált híres volt szabadságszeretetéről, de vele teljes egyetértésben George S. Hillard, Henry W. Longfellow is azon igyekezett, hogy minél nagyobb összeget gyűjtsenek össze a magyar emigráns szabadságharcosok felsegítésére. Szerdahelyi hangversenyeket adott a helyi zenerajongó közönségnek és zeneleckékkel kereste kenyerét. Az 1850-es évek közepén kezdett megfogyatkozni a bostoni magyar emigránsok száma, ki hazament Magyarországra, mások meg Amerika más vidékein tudtak boldogulni. Szerdahelyi maradt Bostonban, de egyre magányosabbnak érezte magát.
Az amerikai polgárháborúban a New York-i Garibaldi Guard közkatonája, majd hadnagya volt. Még a háború alatt beleszeretett egy Boston környékén élő farmer leányába, majd elvette feleségül. Szerette volna bemutatni feleségét bostoni barátainak, ismerőseinek, de nem fogadták szívesen, s kiderült, hogy azért nem, mert megtudták, hogy a felesége egy rövid ideig egy nyaralótelep szállodájában pincérlány volt. Barátai magatartása igen sértette Szerdahelyit, az amerikai demokráciából kissé kiábrándulva Philadelphiába (Pennsylvania) költözött. Itt mindketten megbecsülésnek örvendtek, jeles emberekkel tartott személyes kapcsolatot, többek közt a már emlegetett Liszt Ferenccel, Garibaldival, Mazzinival, Gladstone-nal, Reményi Edével, a híres magyar hegedűművésszel.
Szerdahelyi a Szent Szív Zárda zenetanáraként működött élete utolsó évtizedeiben. Szerdahelyi philadelphiai évtizedeiről nem sokat lehet tudni, pedig a 19. század utolsó évtizedeiben sok új magyar emigráns telepedett itt meg. Mégis a Philadelphiai Szemle című magyar nyelvű lap 1903. október 1-i száma beszámol arról, hogy Rákóczi-ünnepélyt rendezett a philadelphiai magyar közösség 1903. szeptember 6-án, amelyen két idős szabadságharcos is megjelent, Figyelmessy Fülöp ezredes és Szerdahelyi Ede százados. Szerdahelyi a Rákóczi-indulót adta elő zongorán a Berlioz-féle átírásban nagy művészi készültséggel és fiatalos hévvel, a közönség valósággal el volt ragadtatva. 1906-ban halt meg philadelphiai otthonában, özvegye és egy fia maradt utána. A philadelphiai Holy Sepulchre temetőben helyezték örök nyugalomra.